# San Giovanni Maria Vianney (titre cardinalice)
Le titre cardinalice de San Giovanni Maria Vianney (Saint Jean-Marie Vianney) est érigé par le pape Benoît XVI le 18 février 2012. Il est associé à l'église San Giovanni Maria Vianney (it) située dans la zone Borghesiana à l'est de Rome.

## Titulaires
- Rainer Woelki (2012-)

## Sources
- (it) Cet article est partiellement ou en totalité issu de l’article de Wikipédia en italien intitulé « San Giovanni Maria Vianney (titolo cardinalizio) » (voir la liste des auteurs).